# Johan Hendrich Bärens
Johan Hendrich Bärens (eller Bærens) (26. august 1761 – 5. juli 1813) var en dansk jurist, tidsskriftudgiver og forfatter af tysk afstamning.

## Baggrund og uddannelse
Johan Hendrich Bärens blev født i København. Faderen var kammerråd, tysk assignationsbogholder Johan Georg Bärens, moderen Magdalene Margarethe Bärens født Schäffer.
Bärens, der blev student 1779 og juridisk kandidat 1782, arbejdede allerede fra 1780 i det danske Kancelli og blev 1786 ansat som fuldmægtig i Hof- og Stadsretten og 1788 udnævnt til assessor i denne ret. I forbindelse dermed blev han 1792 medlem og 1799 justitiarius i Fattigvæsenets Politiret.

## Skriftlige arbejder
Bärens nærede stor interesse for og lyst til retsvidenskabeligt arbejde, men har ikke stor betydning som juridisk forfatter, i det der, bortset fra nogle mindre afhandlinger, kun skyldes ham en juridisk formularbog (1793), der er udkommet i mange oplag, udgivelsen af en Juridisk Lommebog for 1795, 1796 og 1797, affattelsen af registeret til udgaven af 1797 af Christian 5.’s Danske Lov og en med anmærkninger forsynet tysk oversættelse af Peder Kofod Anchers Lensret (1788), der indledes med en skildring af denne forfatters levned.
Bärens havde i øvrigt besørget en udgave af Christian 5.’s Danske Lov, men hele oplaget tilintetgjordes ved Københavns brand 1795, og ved Københavns bombardement i 1807 mistede han manuskripterne til flere værker af retshistorisk indhold tillige med sit bibliothek, der bl.a. bestod af en samling af over 40000 juridiske disputatser.
Bärens forfægtede i en mængde retsvidenskabelige afhandlinger og småskrifter en liberal politisk holdning, ofte i modstrid med gældende retspraksis, og som oftest til forsvar for samfundets svage, og emnerne bevægede sig livlig på mange forskellige områder fra undersøgelser om fattigvæsen til notitser for musikliebhavere, dansk grammatik for indfødte, biografier, rejsebreve, bedømmelser af kunstgenstande og pjecer af lægevidenskabeligt indhold. Han var desuden den anonyme forfatter til en række skarpe politiske og causerende Breve fra Kiøbenhavn, som blev udgivet i tidsskriftet Iris og Hebe i perioden 1797-1800.
Sammen med Jacob Gudenrath og flere andre var han i perioden 1792-94 medudgiver af tidsskriftet Statistisk, Juridisk og litterarisk Bibliothek, og han skrev flere af de juridiske bidrag i bladet. I en årrække (1806-12) udgav han desuden tidsskriftet Penia, der behandlede skole-, industri-, medicinal- og fattigvæsen. Bärens omfattende skribentvirksomhed uden for det juridiske område tilsigtede imidlertid heller ikke at berige den videnskabelige litteratur, men havde nærmest den hensigt at bidrage til udbredelse af nyttige kundskaber, vejlede om tidens brændende spørgsmål og fremme gavnlige foranstaltninger, mens han utrættelig og med store ofre af tid og penge satte sin bedste kraft ind på en praktisk virksomhed i flere retninger ved siden af sin embedsgerning.
Under den skriftlige Jødefejde optrådte han mod Thomas Thaarup med en artikel i Nyeste Skilderie af Kjøbenhavn og et selvstændigt forsvarsskrift med titlen Tillæg til Moses og Jesus (1813) der forsvarede jøderne.

## Virksom ved Fattigvæsenet
Navnlig har han udført et betydeligt og fortjenstligt arbejde for ordningen og forbedringen af Københavns Fattigvæsen og de dermed forbundne institutioner. Allerede 1787 blev han ansat som sekretær i den til Fattigvæsenets ordning nedsatte kommission, og 1799 blev han medlem af direktionen for Fattigvæsenet og havde i denne egenskab en ikke ringe del i udarbejdelsen af den efter de daværende forhold fortrinlige plan for Københavns Fattigvæsen af 1. juli 1799. Som medlem af mange af de under Fattigvæsenet hørende kommissioner virkede Bärens med ihærdighed for talrige fremskridt. Således tilkommer der ham æren for væsentlige forbedringer af Syge- og Lemmestuerne på Almindeligt Hospital og for store fremskridt i tilstanden på Sct. Hans Hospital, ligesom han sørgede for Opfostringshusets bedre indretning.
Med varm interesse omfattede han skolevæsenet, så at han endog deltog personlig i lærervirksomheden og udgav flere skolebøger. Han oprettede et bibliotek for skolelærerne ved Fattigvæsenet, indførte gymnastikundervisning i Fattigvæsenets skoler, fremmede undervisningen i sang og virkede for oprettelsen af Søndagsskoler.
Som et smukt og for mandens hele færd karakteristisk træk fortjener at nævnes, at da der for hans lange arbejde som sekretær i den til Fattigvæsenets ordning nedsatte kommission tilstedes ham et honorar af 1000 rigsdaler, modtog den uformuende Bärens denne efter datidens forhold meget betydelige sum kun på den betingelse, at den skulle tjene til grundlæggelse af en undervisningsanstalt for pigebørn af embedsmænd, og dels ved egne yderligere bidrag, dels ved henvendelser til andre tilvejebragte han dernæst de fornødne midler til en sådan anstalts oprettelse.

## Oplysende selskaber
Bärens søgte på mange måder at ophjælpe industri og husflid og har bl.a. givet stødet til oprettelsen af Selskabet for indenlandsk Kunstflid.
Hans kærlighed til de skønne kunster, navnlig musik, tegning og maling, som han i sin ungdom havde dyrket, gav sig i hans modne år udslag i skrift og handling. Han holdt således i nogle år forelæsninger over de skønne kunster og optrådte i 1799 som medstifter af et "Selskab til Musikkens Udbredelse", efter hvis ophør han i slutningen af 1808 lagde planen til et andet Selskab til Musikkens Udbredelse, der bl.a. skulle stræbe hen til at gøre musikken til et nationalt anliggende, men som i øvrigt ikke virkede længe.
Bärens ægtede 13. marts 1811 madam Anna Cathrine Thonboe og døde 5. juli 1813, kort efter at være bleven udnævnt til etatsråd.

## Gravstedet
Han blev efter eget ønske begravet på fattigafdelingen af Garnisons Kirkegården på Østerbro i København. En plade blev påsat kisten med følgende indskrift: "Johan Hendrich Bärens/Statens virksomme Borger/Kongens tro Undersaat/Et Mønster paa en Søn/En retskaffen Ven/En sjelden Skolemand/De fattiges Fader og rigtige Forsørger/Sine Undergivnes Talsmand og Vejleder/Enhver god Sags ivrige Befordrer". Fattigafdelingen af kirkegården blev sløjfet i slutningen af 1800-tallet, men det stenmonument som stod på graven blev istandsat og flyttet ud til en plæne foran Almindeligt Hospital på Nørre Allé, hvor han havde haft sit virke. Da området blev konverteret til De Gamles By blev det flyttet til et område i nærheden. Bärens havde selv valgt at stenen kun skulle bære ordene "Peniæ Forfatter/Hans Liv var Daad!", men af uvisse grunde blev den endelige udgave "Johan Hendrich Bärens/født den 26de August 1761/død den 5te Juli 1813/Tidsskriftet Peniæ Forfatter/Hans Liv var Daad".